# Noctua algirica
Noctua algirica là một loài bướm đêm trong họ Noctuidae.